# Vénus et Cupidon (Lotto)
Pour les articles homonymes, voir Vénus et Cupidon.
Vénus et Cupidon est un tableau de Lorenzo Lotto daté de la fin des années 1520 et conservé au Metropolitan Museum of Art.

## Histoire
Cette peinture n'est pas répertoriée jusqu'à la publication d'une gravure dans le Répertoire de peintures du moyen age et de la renaissance de Salomon Reinach en 1918. Elle apparaît en 1986, au moment de son acquisition par le Metropolitan Museum of Art. Avant l'achat, le tableau fut nettoyé au Metropolitain, et notamment débarrassé de ses repeints (au niveau de la coiffure de Vénus, drapé sur sa cuisse droite et bouquet tenu par Cupidon).

## Description
Il s'agit d'un tableau de mariage, inspiré par un épithalame réalisé pour un couple de Bergame ou de Venise.
Vénus, couchée par terre et appuyée sur un coude (semisdraiata) sur un tissu bleu, est accompagnée de Cupidon debout ceint de son arc et de son carquois. Ce dernier, un puer mingens,  est représenté en putto qui urine sur Vénus à travers une couronne de lauriers de myrte qu'elle tient par un ruban et à laquelle est suspendue une cassolette d'encens brûlant. Ce jet d'urine est acte symbolique signifiant qu'il lui apporte la fertilité.
Sur un fond de tenture rouge nouée à un arbre sur lequel grimpe du lierre, autour d'eux sont dispersés des objets allégoriques du mariage (guirlande de myrte), de la féminité (rose, coquillage, pétales de rose), d'amour éternel (lierre). La coiffure de Vénus, avec le diadème, le voile et la boucle d'oreille est typique des jeunes mariées vénitiennes du XVIe siècle. Le pendant d'oreille avec une perle est un symbole de pureté. 
La déesse, qui est inspirée de la Vénus endormie de Giorgione, ne montre aucune gêne de sa nudité et regarde le spectateur dans les yeux. Devant elle se trouvent un bâton et un serpent. La déesse semble bénir le couple qui se marie, leur souhaitant fertilité, et en les préservant des dangers cachés comme le serpent.